# دیونیسیوس

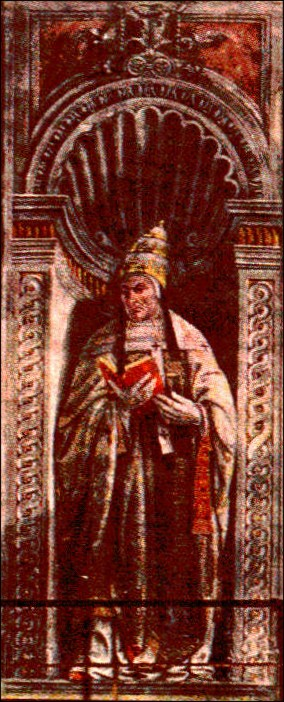

پاپ دیونیسیوس (به انگلیسی: Pope Dionysius) یکی از پاپ‌های کلیسای کاتولیک رم بود که در یونان به دنیا آمد و بین سال‌های ۲۵۹ تا ۲۶۸ میلادی پاپ بود.
او احتمالاً در مگنا گراسیا متولد شده است، اما این احتمال تأیید نشده است. پس از کشته شدن پاپ سیکتوس دوم در سال ۲۵۸ پاپ دیونیسوس در سال ۲۵۹ به این مقام انتخاب شد. واتیکان نزدیک به یک سال در انتخاب پاپ جدید دچار مشکل بود زیرا مسیحیان تحت آزار و اذیت و خشونت بودند. هنگامی که این آزار و اذیت‌ها شروع به فروکش کرد، دیونیسوس به اسقفی رم رسید. امپراتور والرین اول، که باعث آزار و اذیت مسیحیان بود، در سال ۲۶۰ توسط شاپور اول پادشاه ایران دستگیر شد و به قتل رسید. امپراتور جدید، گالینوس، حکم به مدارا با مسیحیان، بازسازی کلیساها و گورستان‌ها داد، که به مدت نزدیک به ۴۰ سال به طول انجامید که به آن " صلح صغیر کلیسا " می‌گویند. در این مدت پاپ جدید وظیفه سازماندهی مجدد کلیسای روم، که دچار بی نظمی شدیدی شده بود یافت. در اعتراضات برخی از مسیحیان در اسکندریه، او از اسقف اسکندریه، که او نیز دیونیسوس نامیده می‌شد، توضیحاتی مربوط به نظر او در مورد رابطه خدا با لوگوس (اندیشه، منطق و قانون نهفته در هستی) خواست که اسقف اسکندریه او را با پاسخ خود راضی کرد.
پاپ دیونیسوس مبالغ زیادی به کلیسای کاپادوکیه که توسط مهاجمان گوت ویران شده بود، برای بازسازی و پرداخت باج به ازای آزادی اسیران ارسال کرد. او دستور تهیه یک صلح‌نامه پس از امپراتور گالینوس داد. این حکم تا سال ۳۰۳ پایدار بود. او در ۲۶ دسامبر سال ۲۶۸ درگذشت.